# Obichingou
L'Obichingou (in russo Обихингоу), o Obi Khingob, è un fiume del Tagikistan, affluente di sinistra del Vachš.
Il fiume nasce nel Pamir occidentale dalla confluenza dei due rami sorgentiferi Garmo, da sinistra, e Kirgizob, da destra, alimentati dalle acque di disgelo dei ghiacciai della catena dell'Accademia delle Scienze. L'Obichingou scorre prevalentemente in direzione ovest attraverso i monti del Darvaz a sud e la catena di Pietro il Grande a nord. Dopo 180 km l'Obichingou incontra il Vachš, chiamato anche Surchob a monte di questo punto. Il bacino idrografico dell'Obichingou copre 6600 km². Un importante affluente di sinistra è il Bochud. La strada statale M41 costeggia il corso inferiore dell'Obichingou.